# قارئ الوجه (فلم)
قارئ الوجه (بالكورية: 관상) هي فيلم دراما من كوريا الجنوبية إنتاج عام 2013 من بطولة إي جونغ سوك وكيم هي-سو. تدور أحداث الفيلم حول «ني- كيونغ» أفضل قارئ وجه في مملكة جوسون القديمة، وكان يعيش في عزلة عن الناس بسبب ماضي عائلته غير المشرف. إلى أن يتمكن من حل لغز جريمة قتل واكتشاف القاتل وهو ما يجعله ذائع الصيت ووصلت شهرته إلى الملك والذي يطلب بدوره مساعدته في اكتشاف من ييحاول خيانته.

## الميزانية والإيرادات
حقق أرباحا تقدر بـ 61 دولار.

## روابط خارجية
- مقالات تستعمل روابط فنية بلا صلة مع ويكي بيانات